# 結城陸郎
結城 陸郎（ゆうき りくろう、1911年9月 - 1999年3月23日）は、日本の教育史学者。

## 経歴
石川県宇出津生まれ。1940年、東北帝国大学法文学部国史学科を卒業。教師を経て、1944年、東京第三師範学校助教授、翌年教授となる。1949年6月からは東京学芸大学助教授。1965年4月に名古屋大学教授となり、1975年に定年退官、名誉教授。同年、皇學館大學教授となり、1982年3月まで務める。
1960年に「金沢文庫の教育史的研究」により、日本大学から文学博士の学位を授与される。